# Miro (ピアニスト)
miro（ミロ、10月28日 - ）は、日本のピアニスト。作曲家、編曲家。癒やしの即興演奏、繊細なピアノアレンジを得意とする。SNS総フォロワー50万人　。YouTube・Twitterへの動画投稿や、ツイキャスで定期的にピアノの生演奏を配信している。音楽ユニット「ツユ」の元ピアノ担当。

## 人物
三重県生まれ。猫好き（ペットはミロ〈みっちゃん〉、つぴ（2024年3月天国へ））。名前の由来は飼い猫ミロから。母親の影響で兄と共に幼少期からピアノを始め、音楽の世界へ。リスナー参加型のネット配信放送ツイキャスでは癒しをテーマに得意の即興演奏、和やかなトークと人柄が話題を呼び、同時接続3000人以上をキープしていた。現在もツイキャスで定期的に生配信を続行中。音楽ユニット｢ツユ｣ではピアノ担当として2024年まで在籍し、加入以降ピアノアレンジは全てmiroが手がけていた。

## 来歴
小さな頃からピアノの先生だった母のそばでピアノを触り始める。4歳のころから母が紹介してくれたピアノの先生に小学校卒業までクラシックピアノを習っていた。レッスンでは好きなことをやらせてくれる先生で、音楽を楽しく続けてこられた理由ではないか、と雑誌にコメントしている。
ピアノの練習を続けていたが、中学1年でバスケットボールにはまり部活に打ち込み、いったんピアノから遠ざかる。
風邪をこじらせていた高校1年の冬、プレゼントでもらったマライア・キャリーのライブCDを聴き、その臨場感に衝撃をうけ『こんなにたくさんの人達の前で何かできたら最高だな。人前に立ってこういうことがしたい！』と自分の中の音楽熱が再燃。再び音楽の道へ。
音楽大学在学中よりプロとして活動開始。ピアニストとして、堂本光一他のライブサポート等で毎年十数万人の前で演奏。楽曲提供や編曲、レコーディングに参加。アーティストのバックバンドの仕事も受けていた。
ミュージカル公演でジャニー喜多川に『YOUのピアノには華があるよ。華があるね。』と言われたのをきっかけにサポートされる側・アーティストになろうと決意する。
趣味でネット活動をスタートし、ニコニコ動画投稿を経てツイキャスなどで配信、ソロ活動やグループ活動に至る。
2010年ニコニコ動画に演奏動画を初投稿。2013年miroとして活動開始。代表作『ねこふんじゃったを感動的に転調して弾いてみた』など投稿。テレビ・ラジオ番組やドラマなど多岐にわたって活動。
2014年YouTubeチャンネルを開設。「ソラノオト｣「kain×miro」｢おさみろ｣の活動を経て、2020年2月より音楽ユニット「ツユ」のピアノ担当として加入した。ツユではSUMMER SONIC、WILD BUNCH FEST.への出演やZeppツアーを経験する。
2024年5月31日にツユメンバーが事件を起こしたことにより、予定されていたライブ2公演は中止。KT Zepp Yokohama公演をもってmiroが卒業する予定だったが実現しなかった。その後、ツユでの活動経験を活かし、ソロでの配信やライブ活動を精力的に行っている。

## 主な活動
癒しのピアノアレンジ、即興演奏を中心としたツイキャスライブ配信、YouTube動画投稿などの活動で知られる。
2010年より癒しのピアノをテーマに、即興演奏を得意とするスタイルでネット配信や動画投稿等で人気に火が付いた。「猫ふんじゃった」のアレンジ動画が話題を呼び、ヤマト運輸とのコラボWeb CMが実現、本人も黒猫に扮して出演している。
国内外のライブやめざましテレビなど、ラジオ、雑誌、webニュース等メディアにも出演。コロナ禍前は毎年2000人規模の全国ワンマンライブツアーを開催し即完売。
毎週日曜の深夜23時から定期的に、リスナーからのリクエストに応えたり即興生演奏を配信する活動を長らく続けている。その第1週目は2013年5月19日。ニコニコ動画からスタートし、現在は音楽配信サイト『ツイキャス(miro✪ミロ)』にて現在もその連続配信記録は更新中。2024年11月10日には【ミロキャス連続定期放送第600週】を迎えた。2024年10月28日からは、誕生日を記念してツイキャスのメンバーシップによる有料配信を開始した。
YouTubeでの活動
2016年9月にmiro公式ブログを開設。2018年4月より2023年1月まで毎月10件投稿を続けてきたが、公式LINEブログサービス終了に伴い終了となった。

## ディスコグラフィ

### ピアノインストアルバム（ツユ）
| 発売日                 | タイトル              | 規格品番  | 収録曲 | レーベル | 備考          |
| ---------------------- | --------------------- | --------- | --- | -------- | ------------- |
| 2024年6月12日→発売中止 | TUYU Piano Collection | TUYU-0003 | 1. やっぱり雨は降るんだね 2. 風薫る空の下 3. ロックな君とはお別れだ 4. ナミカレ 5. くらべられっ子 6. どんな結末がお望みだい? 7. 傷つけど、愛してる。 8. 雨のち雨 9. 雨模様 10. レインフォール 11. AFTER RAIN 12. 梅雨明けの 13. アサガオの散る頃に 14. ナツノカゼ御来光 15. テリトリーバトル 16. デモーニッシュ 17. 泥の分際で私だけの大切を奪おうだなんて 18. いつかオトナになれるといいね。 19. アンダーキッズ 20. アンダーヒロイン 21. あの世行きのバスに乗ってさらば。 22. 終点の先が在るとするならば。 23. それでも雨は降るんだね 予約特典CD Amazon [紙ジャケットCD(アンダーキッズ)] 1. 夏浅し 2. かくれんぼっち 3. 奴隷じゃないなら何ですか？ 4. アンダーキッズ -xylophone arrange ver.- ※裏ジャケットに記載のQRコードより、ボーナストラック『あの世行きのバスに乗ってさらば。 -piano ver.-(Vo:礼衣)』をDLできる TOWER RECORDS [紙ジャケットCD(アンダーヒロイン)] 1. 羨望 2. ルーザーガール 3. 雨を浴びる 4. アンダーヒロイン -xylophone arrange ver.- ※裏ジャケットに記載のQRコードより、ボーナストラック 『それでも雨は降るんだね -piano ver.-(Vo:礼衣)』をDLできる | TUYU     | [ 26 ] [ 27 ] |

## 参加楽曲
2015年
- 1月21日：rairu『ホシアイ』『星の唄』『Little Traveler』『盲目の宇宙飛行士』『朗読全曲』計８曲　ピアノアレンジ＆演奏　アルバム「ballad」オリコンデイリー12位獲得
- 3月13日：まじ娘『心做し』
- 4月15日：kain『さよならのかわりに』アルバム｢かえりみち｣
- 11月14日：におP(halyosy)『rain stops good-bye』ピアノアレンジ＆演奏　アルバム｢NiOver ～ Nio in music ～｣
- 12月28日：kain×miro アルバム｢silent blue｣

2016年
- 2月17日：rairu『それがあなたの幸せとしても』『ドナーソング』アレンジ＆演奏　アルバム｢灯響プラグレス / kain 、すぃ、rairu｣

2017年
- 12月22日：ぷす『Morning Glory』ピアノアレンジ＆演奏　アルバム「ハイエンドプリンス」。

2018年
- 10月27日：おさみろ『花鳥風月』MV　作編曲　おさむらいさん & miro

2020年
- 2月28日：ツユ『太陽になれるかな』ピアノ担当。
- 3月31日：ツユ『ナミカレ』ピアノ担当。KONAMI音楽ゲーム『SOUND VOLTEX』収録曲
- 5月31日：ツユ『くらべられっ子(TUYU Remix)』ピアノ担当　KONAMI音楽ゲーム『SOUND VOLTEX』収録曲
- 6月26日：ツユ『雨を浴びる』ピアノ担当
- 7月21日：luz『大切な人たちへ-luz 10th Anniversary Arrange-』ピアノアレンジ＆演奏＆MV出演
- 8月22日：ツユ『泥の分際で私だけの大切を奪おうだなんて』ピアノ担当　KONAMI音楽ゲーム『SOUND VOLTEX』収録曲
- 8月28日：ツユ『過去に囚われている』ピアノ担当　マウスコンピューター「DAIV」コラボ
- 12月26日：ツユ『ルーザーガール』ピアノ担当

2021年
- 1月31日：ツユ『かくれんぼっち 』ピアノ担当
- 3月13日：P丸様『シャーベット』ピアノ担当(from ツユ)
- 4月26日：ツユ『デモーニッシュ 』ピアノ担当 KONAMI音楽ゲーム『beatmania IIDX』収録楽曲
- 7月4日：ツユ『忠犬ハチ』ピアノ担当
- 7月14日
  - ツユ『強欲』instrumental　作曲ピアノ担当　アルバム「貴方を不幸に誘いますね」YouTube概要にはComposer：Pusuとなっているが正しくはmiro作曲である。
  - ツユ『奴隷じゃないなら何ですか？』ピアノ担当　アルバム「貴方を不幸に誘いますね」
  - ツユ『秋雨前線』ピアノ担当　アルバム「貴方を不幸に誘いますね」
  - ツユ『テリトリーバトル』ピアノ担当。アルバム「貴方を不幸に誘いますね」SEGAリズムゲーム『チュウニズム』書き下ろし楽曲
  - ツユ『終点の先が在るとするならば。』ピアノ担当。　アルバム「貴方を不幸に誘いますね」
  - ツユ『梅雨明けの(TUYU arrange ver.)』ピアノ担当。アルバム「貴方を不幸に誘いますね」アニメイト購入特典
  - ツユ『ナツノカゼ御来光(TUYU arrange ver.)』ピアノ担当。　アルバム「貴方を不幸に誘いますね」アマゾン購入特典

2022年
- 7月27日：ツユ『アンダーキッズ』ピアノ担当。アルバム『アンダーメンタリティ』（オリコンデイリー5位）。SEGA音楽ゲーム『maimai でらっくす BUDDiES』配信曲。
- 9月28日：ツユ『雨模様』ピアノ担当。アルバム『アンダーメンタリティ』。
- 10月21日：ツユ『どんな結末がお望みだい?』ピアノ担当。アルバム『アンダーメンタリティ』。SEGAリズムゲーム『プロジェクトセカイ カラフルステージ! feat. 初音ミク』書き下ろし楽曲
- 11月19日：ツユ『霧雨の日に』instrumental　作曲ピアノ担当。 (ツユLIVE TOUR 2022ツアー内演奏ソロ曲)
- 12月25日：ツユ『雨宿り』instrumental　作曲ピアノ担当。アルバム『アンダーメンタリティ』。 (ツユLIVE TOUR 2022ツアー内演奏ソロ曲)

2023年
- 1月15日：ツユ『傷つけど、愛してる。』ピアノ担当。アルバム『アンダーメンタリティ』。。TVアニメ『東京リベンジャーズ 聖夜決戦編』エンディング　書き下ろし楽曲。
- 3月5日：ツユ『雨のち雨』instrumental　作曲ピアノ担当（ツユワンマンライブ『春時雨』内演奏ソロ曲）。
- 3月15日：ツユ『これだからやめらんない！』ピアノ担当。アルバム『アンダーメンタリティ』。dアニメストア『アニメってエネルギーだ』篇CMソング。　書き下ろし楽曲。
- 4月16日：ツユ『AFTER RAIN』instrumental　作曲ピアノ担当（ツユLIVE TOUR 2022ツアー内演奏ソロ曲）。
- 4月26日：ツユ『アンダーヒロイン』ピアノ担当。アルバム『アンダーメンタリティ』。
- 6月21日
  - ツユ『レインフォール』ピアノ担当。アルバム『アンダーメンタリティ』。
  - ツユ『朧月夜物語』ピアノ担当。アルバム『アンダーメンタリティ』

- 10月29日：ツユ『革命前線』ピアノ担当。

2024年
- 4月13日：ツユ『それでも雨は降るんだね』ピアノ担当。

## 出版物など

### 楽譜
- 2016年8月12日：ピアノスコア『ねこふんじゃった変奏曲　完全保存版』25600部完売[73][74]。
- 2017年9月6日：ピアノスコア『やさいのうた』完売[75]。
- 2022年12月24日：ピアノスコア『ねこふんじゃった変奏曲　永久保存版』[76][77]amazon売れ筋ランキング　楽譜・スコア・音楽所部門１位。ピアノピース部門１位獲得[78]。

### 雑誌
- 2015年1月31日：ミュージック＆カルチャー雑誌｢歌ってみたの本1月号｣
- 2015年7月21日：ミュージック&カルチャー雑誌「click clap!9月号(Vol.05)」
- 2016年1月20日：ミュージック&カルチャー雑誌「click clap!1月号(Vol.07)」
- 2016年7月19日：キャス主グラビアマガジン『moi！ ツイキャス主の本』
- 2016年7月20日：ミュージック&カルチャー雑誌「click clap!!9月号(Vol.11)」
- 2016年9月20日：ミュージック&カルチャー雑誌「click clap!!11月号(Vol.12)」
- 2016年11月19日：ミュージック&カルチャー雑誌「click clap!!11月号(Vol.13)」

## テレビ出演、演奏、楽曲提供等

### テレビ番組
- 2015年7月29日：めざましテレビ『ナイスキャッチィ』コーナー[79]

### ラジオ番組
- 2017年4月8日：FM うらやす『高橋正明の踏み出せば、ここに』ゲスト出演
- 2017年11月18日：yesFM 『ミナカフェ』ゲスト出演
- 2022年10月4日：TOKYO FM /JFN38局ネット『SCHOOL OF LOCK!』ゲスト出演（ツユ3人で）[80][81]
- 2022年12月3日：ニッポン放送『ツユ のオールナイトニッポン0』(ツユ３人がパーソナリティーに)[82][83]
- 2023年7月6日：TOKYO FM /JFN38局ネット『SCHOOL OF LOCK!』ゲスト出演（ツユ3人で）[84][85]

### CM　出演
- 2016年11月29日：クロネコヤマト40周年web CM『ねこふんじゃった | Black Cat Ballad』の編曲・演奏・出演担当
- 2017年4月15日：無料音楽アプリ『alphanote』CM　演奏・トーク・出演(スカパー放送、WEBでもオンエア)
- 2017年8月24日：ツイキャス　テレビCM　出演

### その他出演
- 2023年1月17日：カラオケDAM公式　WEB限定動画　【必見】ツユの絵心選手権！優勝するのは誰だ！？【DAM CHANNEL】[86]（ツユ3人のトーク。カラオケDAMでも3人のトークが放送。）

### 出演イベント
2013年
- 4月27日：ニコニコ超会議2 超演奏してみた『ねこふんじゃったベストパフォーマンス選手権』
- 10月27日：M3-2013秋 (ROROPia　1stCD『僕がキミに言いたかったこと』販売　)

2014年
- 4月27日：ニコニコ超会議　超ボーマス28(ROROPia 2ndCD『ボクがキミと歩き出す季節』発売)
- 12月22日：kain×rairu～Merry Christmas For You～　吉祥寺 CLUB SEATA

2015年
- 1月22日：CD購入者限定ライブ「ballad」　渋谷gee-gesi (rairu、shimehebi)
- 4月6日：rairu×kainツーマンライブ TSUTAYA O-EAST
- 5月16日：ソラノオトワンマンツアー　大阪　東大阪市立市民会館大ホール (ゲストkain)
- 5月24日：ソラノオトワンマンツアー　札幌　ニューホープ札幌ホール
- 5月31日：ソラノオトワンマンツアー　名古屋　パラダイスカフェ21
- 6月14日：ソラノオトワンマンツアー　東京　渋谷gee-ge
- 6月21日：ソラノオトワンマンツアー　仙台 ノータブランカ
- 6月28日：ソラノオトワンマンツアー　福岡　ROOMS
- 6月30日：ソラノオトワンマンツアー　横浜 O-SITE
- 7月12日：ソラノオトワンマンツアー追加公演　東京 吉祥寺 CLUB SEATA
- 7月27日：ツイキャスのトリ祭り等身大ポスター参加　JR渋谷駅(～8/2)
- 8月30日：音宴 小樽公演　小樽GOLDSTONE　(出演者　コニー、kain、rairu、Rio、奏音69、fu-rin　)
- 11月14日：ボマス(『NiOVER～Nio In music～』参加CD販売)
- 11月23日：click clap Party(NIGHT) 新宿ReNY(出演者 アルスマグナ、伊東歌詞太郎、THE HOOPERS、ブレイク✩スルー)
- 12月31日：冬コミ(kain×miro『SILENT BLUE』発売)

2016年
- 1月10日：rairuワンマンライブ(ゲスト出演)
- 2月11日：音宴in金沢(出演者　コニー、clear、rairu(ソラノオト)、カケリネ、うぃんぐ、fu-rin)
- 2月13日：カケリネワンマンライブ(ソラノオトでゲスト出演)
- 3月28日：i-STAR FESTIVAL　O-crest  ソラノオトで出演、O-EAST　rairu×kainステージ(ゲスト出演)
- 4月23日：ANIMAL TREASURE LIVE　東武動物公園(ソラノオト)
- 4月30日：流音人　仙台公演　MACANA（出演者　コニー、nero、ゆう十、うぃんぐ、fu-rin)
- 5月1日：流音人　福島公演　QUEEN  (出演者　コニー、nero、ゆう十、うぃんぐ、fu-rin))
- 5月14日：流音人　東京公演　MARZ (出演者　コニー、nero、rairu、kain、ゆう十、うぃんぐ、fu-rin)
- 6月10日：音宴in台湾　台北Y17　(出演者　コニー、kain、ソラノオト（rairu)、赤ティン　)
- 8月8日：夏クルージング　ソラノオトワンマンライブ
- 8月14日：夏コミ(ソロアルバム『Micro Illusion』、ピアノスコア『ねこふんじゃった変奏曲』発売)
- 8月27日：音宴　大阪公演　梅田Zeela (出演者　コニー、kain、ゐづ、ホロホロ鳥、めいちゃん、うぃんぐ、fu-rin)
- 8月29日：音宴　沖縄公演　桜坂セントラル (出演者　コニー、天月-あまつき-、kain、clear、はしやん、RYO、うぃんぐ、fu-rin)
- 9月11日：透音ノ宴　福島　The Queen(ゲスト出演)
- 9月23日：AUTUMN DRIVE2016 at吉祥寺SEATA(出演者　たくぽん、kain、あじっこ、nero)
- 9月25日：秋の夜長in長野　松本ALECX　(出演者　あげいん、いかさん、kain、コニー)
- 12月24日：ソラノオトプラネタリウムワンマン　大阪市立科学館

2017年
- 1月9日：伊礼亮 1st Live Tour 2016-2017～アイトヒト～　Zepp Tokyo　(ソラノオトでゲスト出演)
- 3月11日：Blooming episode.1 独白　渋谷duo　(出演者　kain、あじっこ、めいちゃん、おさむらいさん)
- 3月27日：i-STAR FESTIVAL 2017　Tokyo 7thFLOOR
- 7月31日：i-STAR FEATIVAL 2017 in OSAKA (kain×miro×伊礼亮　で出演)　本編終了後のAFTER PARTYも出演
- 8月27日：おさむらいさんワンマンライブ　2017全国夏行脚「光陰矢の如し」　zirco Tokyo (ゲスト出演)
- 9月2日：フリーミニライブＡＥＯＮ（イオン）上田店（長野県）
- 10月28日：i-STAR FEATIVAL in Yokohama
- 10月29日：「ニコスマ学芸会（歌）Vol,10」大阪キャンディライオン(出演者　アンダーバー、この子、コニー、詩人、スタンガン、NORISTRY、ぷす、松下、百花繚乱)
- 11月5日：伊礼亮　Cafe/Bar伊礼 (7)ゲスト出演
- 12月24日：ミニクリスマスフリーライブＡＥＯＮ（イオン）上田店（長野県）
- 12月25日：高橋正明　BLUE MOOD　ゲスト出演

2018年
- 1月13日：ソラノオト NEW YEAR LIVE 2018　神戸 クラブ月世界
- 3月26日：i-STAR FEATIVAL2018 in Tokyo　(kain×miro×伊礼亮　で出演)
- 4月14日：フリーミニライブＡＥＯＮ（イオン）上田店（長野県）
- 4月21日：おさみろ～花鳥風月～　大阪 Soap opera classics-Umeda-
- 4月29日：おさみろ～花鳥風月～　東京 BLUE MOOD
- 8月6日：i-STAR FEATIVAL2018 in Osaka ソラノオト
- 12月22日：おさみろ～花鳥風月～　京都 パビリオンコート
- 12月24日：ミニクリスマスフリーライブＡＥＯＮ（イオン）上田店（長野県）
- 12月30日：おさみろ～花鳥風月～  東京 仙川フィックスホール

2019年
- 1月5日：ソラノオト NEW YEAR LIVE 2019　大阪 Banana Hall
- 12月22日：ミニクリスマスフリーライブＡＥＯＮ（イオン）上田店（長野県）

2021年
- 3年14日：ソラノオト 5th anniversary Special planetarium live 多摩六都科学館 (東京)(コロナの影響で2021年4月17日延期＆無観客配信ライブ)
- 3月23日：ツユ 2ndワンマンLIVE『それでも雨は降るんだね』東京　TSUTAYA O-EAST(二部制)
- 3月30日：ツユ 2ndワンマンLIVE『それでも雨は降るんだね』大阪　梅田CLUB QUATTRO(二部制)
- 7月30日：ツユ 3rdワンマンLIVE『貴方を不幸に誘いますね』東京　Zepp Tokyo
- 11月6日：ツユ 4thワンマンLIVE『終点の先が在るとするならば。』東京　Zepp DiverCity(TOKYO)
- 11月13日：ツユ 4thワンマンLIVE『終点の先が在るとするならば。』大阪  Zepp Namba(OSAKA)

2022年
- 6月12日：ツユ 3周年記念ワンマンLIVE『雨模様』東京  日比谷野外大音楽堂
- 10月1日：ツユ LIVE TOUR 2022 福岡  Zepp Fukuoka
- 10月2日：ツユ LIVE TOUR 2022 大阪  Zepp Namba(OSAKA)
- 10月8日：ツユ LIVE TOUR 2022 北海道　Zepp Sapporo
- 10月15日：ツユ LIVE TOUR 2022 愛知　Zepp Nagoya
- 10月16日：ツユ LIVE TOUR 2022 宮城　SENDAI GIGS
- 10月30日：ツユ LIVE TOUR 2022 東京　Zepp DiverCity(TOKYO)二部制

- 12月30日：ツユ 『COUNTDOWN JAPAN 22/23』千葉　幕張メッセ

2023年
- 3月4日：ツユ ワンマンLIVE『春時雨』東京　Zepp Haneda(TOKYO)二部制｢昼の部-晴-｣｢夜の部-雨｣
- 7月23日：ツユ LIVE TOUR2023『アンダーメンタリティ』東京 LINE CUBE SHIBUYA（二部制）
- 8月5日：ツユ LIVE TOUR2023『アンダーメンタリティ』愛知 名古屋市公会堂
- 8月12日：ツユ LIVE TOUR2023『アンダーメンタリティ』大阪 Zepp Namba（二部制）
- 8月19日：ツユ 『SUMMER SONIC 2023』
- 9月17日：ツユ『WILD BUNCH FEST. 2023』

2024年
- 1月14日：ツユ LIVE TOUR 2024 革命前線 大阪 Zepp Namba(OSAKA)2部制
- 1月18日：ツユ LIVE TOUR 2024 革命前線 愛知 Zepp Nagoya
- 1月20日：ツユ LIVE TOUR 2024 革命前線 福岡 Zepp Fukuoka
- 1月21日：ツユ LIVE TOUR 2024 革命前線 広島 BLUE LIVE 広島
- 1月27日：ツユ LIVE TOUR 2024 革命前線 宮城　SENDAI GIGS（ボーカル礼衣の喉の不調のため3/31に延期）
- 2月4日：ツユ LIVE TOUR 2024 革命前線 東京 Zepp Haneda(TOKYO)2部制（ボーカル礼衣の喉の不調の為夜公演のみ開演　昼公演は4/14に延期）
- 3月31日：ツユ LIVE TOUR 2024 革命前線 宮城　SENDAI GIGS（振替公演）
- 4月14日：ツユ LIVE TOUR 2024 革命前線 東京 Zepp Haneda（昼振替公演）
- 6月12日→公演中止：ツユ 5周年記念アコースティックLIVE『季節は移りゆくもの』東京 品川ステラボール
- 6月16→公演中止：ツユ 5周年記念ワンマンLIVE『それでも雨は降るんだね』神奈川　KT Zepp Yokohama